# Franjo Jesenović
O. Franjo Jesenović (Dekanovec), hrvatski rimokatolički svećenik, gvardijan franjevačkog samostana i župnik župne crkve Uznesenja Blažene Djevice Marije u Klanjcu, crkveni glazbenik i učitelj.

## Životopis
Rodio se je u Međumurju, u Dekanovcu. Poslije osnovnog školovanja otišao je u Samobor gdje je bio u franjevačkom sjemeništu. Studirao je na Trsatu filozofiju. Poslije toga opet studira, ovog puta bogoslovlje na zagrebačkom KBF-u. 1977. se je godine zaredio za svećenika u zagrebačkoj katedrali. U pastoralu je prvo u Zagrebu. Na Kaptolu je bio vjeroučitelj osnovnoškolcima. U istom je vremenu studirao na Institutu za crkvenu glazbu zagrebačkoga KBF-a, na kojem je diplomirao 1979. godine. 
Sljedećih je sedam godina proveo u varaždinskom samostanu kao vjeroučitelj i orguljaš, a na zamolbu poglavara. Poslije varaždinske epizode bio je jednu godinu kapelan u Borovom Naselju. Nakon jednogodišnjeg izbivanja iz Varaždina, opet se vratio u Varaždin. Sljedećih šest godina pomagao je u samostanima kao kapelan, orguljaš i zborovođa u Virovitici i Bjelovaru. 
Uslijedio je osmogodišnji boravak u župi na Trsatu. Od 2007. je godine župnik u Klanjcu. Ondje se pored redovnih dužnosti u svezi s pastoralom posvetio i crkvenoj glazbi. Pisao je i meditativnko komentirao crkvene skladbe. Radovi su mu izašli u riječkim Zvonima.  Članci iz Zvona poslije su izašli u dvjema knjigama: 
- Raspjevana Crkva
- Antifone i skladatelji

Pored toga bavio se skladanjem. Skladao je nekoliko antifona, pojedine misne dijelove i nekoliko pjesama "Aleluja" prije evanđelja te četveroglasnih skladba i ino. Sve je to objavio u pjesmarici Hvalite Gospodina.